# Sundamys
Genre
Sundamys est un genre de rongeurs de la sous-famille des Murinés.

## Liste des espèces
Ce genre comprend les espèces suivantes :
- Sundamys infraluteus (Thomas, 1888)
- Sundamys maxi (Sody, 1932)
- Sundamys muelleri (Jentink, 1879)